# Hertog van Terceira

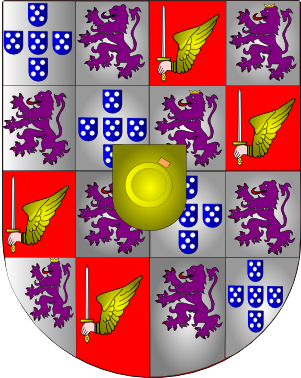
Hertog van Terceira: wapenschild

Hertog van Terceira (Duque da Terceira) is een Portugese erfelijke adellijke titel ingevoerd in 1832.
Hij werd door koningin Maria II verleend aan António José de Sousa Manoel de Menezes Severim de Noronha en zijn nakomelingen